# Veny
Veny (estilizado en mayúsculas como VENY) (Yokohama, 27 de octubre de 1998) es una luchadora profesional independiente japonesa que ha participado en diversas promociones niponas, como Seadlinng o Pro Wrestling Wave.

## Carrera profesional

### Circuito independiente (2015-presente)
Veny participó en un gauntlet match de 50 personas en OZ Academy/Manami Toyota Produce Manami Toyota 30th Anniversary, el show de retiro de Manami Toyota producido por Oz Academy el 3 de noviembre de 2017, donde fue la decimonovena persona en ser eliminada. Participó en ZERO1 Dream Series ~ Sozo no Jin, un evento promovido por Pro Wrestling ZERO1 el 4 de marzo de 2018, donde hizo equipo con Takuya Sugawara para desafiar sin éxito a Masamune y Takuya Sugi por el NWA International Lightweight Tag Team Championship. En SEAdLINNNG Grow Together! 2021, un evento promovido por Seadlinnng a partir del 17 de marzo, Veny derrotó a Rina Yamashita para ganar el campeonato individual vacante del Beyond the Sea Single Championship. En ZERO1 20th Anniversary Series ~ Believe 'Z' Road, el 7 de febrero, Veny retó sin éxito a El Lindaman por el Zero1 World Junior Heavyweight Championship y el Zero1 International Junior Heavyweight Championship. Veny participó en W-1 WRESTLE-1 Tour 2019 W-Impact, un evento producido por WRESTLE-1 el 13 de febrero, donde se asoció con Hana Kimura como FloÜrish para derrotar a Kaori Yoneyama y Miyuki Takase.

#### DDT Pro Wrestling (2019–2020)
En el DDT Sweet Dreams 2019, el 27 de enero de ese año, ganaron el Ironman Heavymetalweight Championship compitiendo en un battle royal de 8 hombres en el que también participaron Chinsuke Nakamura, Kazuki Hirata, Kazusada Higuchi, Keisuke Okuda, Kikutaro, Toru Owashi y Yuki Iino. En el DDT Ganbare Pro Cliffhanger 2021 del 21 de febrero, Veny se unió a Hagane Shinno y Shinichiro Tominaga para derrotar a Dreams Haru True (Keisuke Ishii, Kouki Iwasaki y Harukaze) por el GWC 6-Man Tag Team Championship. En el DDT Ganbare Pro Heaven's Door 2020 del 22 de agosto, Veny derrotó a Hagane Shinno para ganar el Independent World Junior Heavyweight Championship.

#### Pro Wrestling Wave (2015–2018)
Veny debutó como luchadora profesional en Pro Wrestling Wave el 9 de agosto de 2015 con una derrota ante Yuu Yamagata. Participó en el torneo Catch the Wave en 2016, compitiendo en el bloque Mandarin Orange contra Dash Chisako, Yuki Miyazaki e Hibiscus Mii, terminando con dos puntos. Veny compitió en el Hana Kimura Memorial Produce HANA el 7 de agosto de 2016, donde hizo equipo con Masato Inaba y Super Delfín para derrotar a Abdullah Kobayashi, Hayate y Kyoko Kimura en un combate por equipos de seis personas. Veny participó en el Torneo Catch The Wave 2018, compitiendo en el Crazy Block contra Rina Yamashita, Nagisa Nozaki, Ryo Mizunami, Yumi Ohka y Miyuki Takase, terminando con un total de tres puntos, y recibiendo un premio de técnica debido a que compitió mientras estaba lesionada. Veny ganó el Wave Single Championship en el WAVE Anivarsario WAVE 2018 el 19 de agosto, donde derrotó a Takumi Iroha.

#### All Elite Wrestling (2021–presente)
El 3 de febrero de 2021, en AEW Beach Break, fueron anunciadas como participantes en el AEW Women's World Championship Eliminator Tournament bajo el nombre en el ring de Veny (estilizado en mayúsculas). Perdieron ante Emi Sakura en la primera ronda que se emitió el 15 de febrero. El 28 de febrero de 2021, Veny formó equipo con Maki Itoh y Emi Sakura en un esfuerzo perdedor ante Hikaru Shida, Mei Suruga y Rin Kadokura en un combate de tag team de seis personas.

## Vida personal
Veny es la primera luchadora profesional transgénero conocida de Japón. Primero salió del armario como gay ante su padre a la edad de 16 años y más tarde abandonó el instituto para dedicarse a la lucha libre profesional.

## Campeonatos y logros
- DDT Pro-Wrestling
  - GWC 6-Man Tag Team Championship (1 vez) – con Hagane Shinno y Shinichiro Tominaga
  - KO-D 10-Man Tag Team Championship (1 vez) – con Danshoku Dino, Mizuki, Trans-Am★Hiroshi y Yuki Iino[19]
  - Independent World Junior Heavyweight Championship (1 vez)[20]
  - Ironman Heavymetalweight Championship (3 veces)[21]
- Pro Wrestling Illustrated
  - Posicionada en el nº56 del ranking del top 150 luchadoras femeninas en PWI Women's 50 (2021)[22]
- Pro Wrestling Wave
  - Wave Single Championship (1 vez)[23]
  - Catch the Wave 2018 Technique Award
- Seadlinnng
  - Beyond the Sea Single Championship (1 vez)[24]
  - Beyond the Sea Tag Team Championship (2 veces) – con Makoto[25]
- World Woman Pro-Wrestling Diana
  - World Woman Pro-Wrestling Diana World Championship (1 vez)[26]